# Туин-Фолс (город, Айдахо)
Туи́н-Фолс (англ. Twin Falls) — окружной центр и крупнейший город округа Туин-Фолс штата Айдахо (США).

## История
В 1959 году в пещере Уилсон-Бьютт близ Туин-Фолса были проведены раскопки, в ходе которых были найдены одни из древнейших артефактов в Северной Америке. Коренное население, населявшее район Туин-Фолса до прихода белых людей, было представлено племенами шошонов и банноков. Первыми белыми людьми, пришедшими в район Туин-Фолса, стали члены экспедиции Ханта, шедшей по воде из Сент-Луиса в город Астория в штате Орегон. В 1864 году недалеко от нынешнего расположения города была построена почтовая станция. В 1900 году под создание крупной оросительной системы в Айдахо было выделено 244 025 акров земли. Некоторые участки были размечены под будущие города, одним из которых стал Туин-Фолс. В 1904 году он получил статус города.

## География
Туин-Фолс расположен на возвышенности примерно в 1140 метров. Площадь города составляет 42,96 км².
| Климатограмма Туин-Фолса                                    | Климатограмма Туин-Фолса | Климатограмма Туин-Фолса | Климатограмма Туин-Фолса | Климатограмма Туин-Фолса | Климатограмма Туин-Фолса | Климатограмма Туин-Фолса | Климатограмма Туин-Фолса | Климатограмма Туин-Фолса | Климатограмма Туин-Фолса | Климатограмма Туин-Фолса | Климатограмма Туин-Фолса |
| ----------------------------------------------------------- | ------------------------ | ------------------------ | ------------------------ | ------------------------ | ------------------------ | ------------------------ | ------------------------ | ------------------------ | ------------------------ | ------------------------ | ------------------------ |
| Я                                                           | Ф                        | М                        | А                        | М                        | И                        | И                        | А                        | С                        | О                        | Н                        | Д                        |
| 22.9 4 −6                                                   | 19.8 7 −4                | 23.4 13 −1               | 25.9 17 2                | 28.4 22 7                | 20.1 27 11               | 5.3 33 14                | 8.4 32 13                | 9.7 26 8                 | 19.6 19 2                | 27.7 10 −2               | 31.8 4 −6                |
| Температура в °C • Сумма осадков в мм Источник: weather.com |                          |                          |                          |                          |                          |                          |                          |                          |                          |                          |                          |

## Население
На 2010 год население Туин-Фолса составляло 44 125 человек. С 2000 года рост населения составил 28,0 %. Плотность населения составляет 1027 чел./км². Средний возраст жителей — 39 лет и 11 месяцев. Половой состав населения: 48,7 % — мужчины, 51,3 % — женщины. Расовый состав населения по данным на 2010 год:
- белые — 88,5 %;
- чернокожие — 0,7 %;
- индейцы — 0,8 %;
- азиаты — 1,8 %;
- океанийцы — 0,1 %;
- две и более расы — 2,6 %.

### Известные люди
Здесь родился американский учёный-геолог Роберт Колман (1923—2012).